# Diplazon deletus
Diplazon deletus là một loài tò vò trong họ Ichneumonidae.